# Бэнкс, Эрик
Эрик Бэнкс (англ. Eric Banks; 30 января 1998, Мемфис, Теннесси) — профессиональный американский футболист, выступающий на позиции ди-энда в клубе НФЛ «Детройт Лайонс». На студенческом уровне играл за команду Техасского университета в Сан-Антонио.

## Биография
Эрик Бэнкс родился 30 января 1998 года в Мемфисе. Там же учился в школе Ист Хай, в составе школьной футбольной команды играл на позициях линейного защиты и квотербека. В выпускной год Бэнкс привёл «Ист Хай Мустангс» к победе в чемпионате округа. Также он играл в баскетбол в составе команды, руководимой Анферни Хардуэем. После окончания школы он поступил в Техасский университет в Сан-Антонио.

### Любительская карьера
В университетской футбольной команде Бэнкс играл на позиции ди-энда. В турнире NCAA он дебютировал в 2016 году. Он принял участие в тринадцати играх, действуя в защите и специальных командах, сделал два сэка и форсировал один фамбл. В сезоне 2017 года он сыграл одиннадцать матчей, шесть из которых начал в стартовом составе. В 2018 году он провёл двенадцать игр.
Сезон 2019 года Бэнкс провёл в статусе одного из основных ди-эндов команды, сыграв двенадцать матчей. Он сделал 23 захвата, в том числе 3,5 с потерей ярдов, и два сэка. Всего за свою карьеру Бэнкс сыграл в 48 матчах. На момент окончания им университета этот результат был рекордным для команды. По количеству форсированных фамблов он занимал пятое место в истории команды.

#### Статистика выступлений в NCAA
| Сезон | Команда          | Игры | Захваты | Захваты | Захваты | Захваты | Захваты | Перехваты | Перехваты | Перехваты | Перехваты | Перехваты | Фамблы | Фамблы | Фамблы | Фамблы |
| Сезон | Команда          | Игры | Solo    | Ast     | Tot     | Loss    | Sk      | Int       | Yds       | Y/R       | TD        | PD        | FR     | Yds    | TD     | FF     |
| ----- | ---------------- | ---- | ------- | ------- | ------- | ------- | ------- | --------- | --------- | --------- | --------- | --------- | ------ | ------ | ------ | ------ |
| 2016  | УТСА Роудраннерс | 13   | 8       | 3       | 11      | 3,5     | 2,0     | 0         | 0         | 0,0       | 0         | 0         | 0      | 0      | 0      | 1      |
| 2017  | УТСА Роудраннерс | 11   | 13      | 11      | 24      | 8,5     | 1,5     | 0         | 0         | 0,0       | 0         | 1         | 0      | 0      | 0      | 3      |
| 2018  | УТСА Роудраннерс | 12   | 15      | 7       | 22      | 5,0     | 1,0     | 0         | 0         | 0,0       | 0         | 0         | 0      | 0      | 0      | 0      |
| 2019  | УТСА Роудраннерс | 12   | 15      | 8       | 23      | 3,5     | 2,0     | 0         | 0         | 0,0       | 0         | 2         | 1      | 0      | 0      | 1      |
| Всего | Всего            | 48   | 51      | 29      | 80      | 20,5    | 6,5     | 0         | 0         | 0,0       | 0         | 3         | 1      | 0      | 0      | 5      |

### Профессиональная карьера
Перед драфтом НФЛ 2020 года ведущий аналитик сайта Pro Football Network Тони Полин характеризовал Бэнкса как перспективного, атлетичного и быстрого защитника, способного играть на позициях ди-энда и ди-тэкла. Среди недостатков игрока назывались проблемы в игре против выноса, а также частые случае потери позиции.
На драфте Бэнкс выбран не был. В апреле 2020 года он в статусе свободного агента подписал контракт с «Лос-Анджелес Рэмс». Большую часть дебютного сезона он находился в составе клуба, но из-за травмы спины не смог сыграть ни одного матча. Перед стартом чемпионата 2021 года «Рэмс» выставили Бэнкса на драфт отказов, после чего он перешёл в «Лос-Анджелес Чарджерс».
В составе «Чарджерс» Бэнкс сыграл в первых трёх матчах чемпионата 2021 года, действуя в защите и как игрок специальных команд. В конце сентября клуб выставил его на драфт отказов. Первого октября он перешёл в «Детройт Лайонс».

#### Статистика выступлений в НФЛ

##### Регулярный чемпионат
| Сезон | Команда               | Игры | Захваты | Захваты | Захваты | Захваты | Захваты | Перехваты | Перехваты | Перехваты | Перехваты | Перехваты | Фамблы | Фамблы | Фамблы | Фамблы |
| Сезон | Команда               | Игры | Solo    | Ast     | Tot     | Loss    | Sk      | Int       | Yds       | Y/R       | TD        | PD        | FR     | Yds    | TD     | FF     |
| ----- | --------------------- | ---- | ------- | ------- | ------- | ------- | ------- | --------- | --------- | --------- | --------- | --------- | ------ | ------ | ------ | ------ |
| 2021  | Лос-Анджелес Чарджерс | 3    | 0       | 1       | 1       | 0       | 0,0     | 0         | 0         | 0,0       | 0         | 0         | 0      | 0      | 0      | 0      |
| Всего | Всего                 | 3    | 0       | 1       | 1       | 0       | 0,0     | 0         | 0         | 0,0       | 0         | 0         | 0      | 0      | 0      | 0      |